# كاثرين غاسكين
كاثرين غاسكين (بالإنجليزية: Catherine Gaskin)‏ (2 أبريل 1929 في جمهورية أيرلندا - 6 سبتمبر 2009، سيدني في أستراليا)؛ مؤلفة، كاتِبة وروائية أيرلندية.

## روابط خارجية
- كاثرين غاسكين على موقع IMDb (الإنجليزية)